# Ivondro
Ivondro (ook wel Lavaraty) is een plaats en gemeente in Madagaskar in het district Midongy, gelegen in de regio Atsimo-Atsinanana. Een volkstelling in 2001 telde het inwonersaantal op 6957 inwoners.
70% van de bevolking werkt als landbouwer, 10% leeft van de veeteelt, 10% van de visserij, 9,8% in de industrie en 0,2% heeft een baan in de dienstensector. Het belangrijkste landbouwproduct is rijst, andere belangrijke producten zijn cassaves, zoete aardappelen, pinda's en sinaasappels.
Binnen de gemeente liggen naast Ivondro ook de kleinere plaatsen Ampasy, Analaiva, Ankarindro, Benonoka, Lavaraty, Mahazoarivo, Makojano en Sahatsoro.